# Cecily Neville, Ducesă de York
Cecily Neville, Ducesă de York (n. 3 mai 1415, Raby Castle⁠(d), Regatul Angliei – d. 31 mai 1495, Berkhamsted Castle⁠(d), Anglia, Regatul Unit) a fost nobilă engleză, soția lui Richard Plantagenet, Duce de York și mama a doi regi ai Angliei: Eduard al IV-lea și Richard al III-lea. Cecily Neville a fost denumită "Trandafirul de la Raby" pentru că ea s-a născut la Castelul Raby în Durham și "Mândra Cis" din cauza mândriei și a temperamentului ei. Din punct de vededer istoric ea este, de asemenea, cunoscută pentru pietatea ei.

## Familie
Cecily Neville a fost fiica lui Ralph Neville, primul conte de Westmorland și al lui Joan Beaufort, contesă de Westmorland. Bunicii paterni au fost John Neville, baron Neville de Raby și Maud Percy, fiica lui Henry de Percy, baron Percy. Bunicii materni au fost John de Gaunt, Duce de Lancaster și Katherine Swynford. John de Gaunt a fost al treilea fiu al regelui Eduard al III-lea al Angliei și al reginei Philippa de Hainault. Prin mama ei, Cecily a fost nepoata regelui Henric al IV-lea al Angliei.
Ea a fost mătușa lui Richard Neville, conte de Warwick, unul dintre cei mai importanți lideri și comandanți militari ai generației sale, mătușa reginei Anne Neville, și ruda reginei Catherine Parr, a șasea soție a regelui Henric al VIII-lea al Angliei.

## Ducesă de York
În 1424, când Cecily avea nouă ani, a fost logodită de tatăl ei cu pupilul său de treisprezece ani, Richard Plantagenet, al 3-lea Duce de York. Ralph Neville a murit în octombrie 1425. Cecily și Richard s-au căsătorit în octombrie 1429. Fiica lor Anne s-a născut în august 1439, în Northamptonshire. Când Richard a devenit locotenent al regelui și guvernator general al Franței în 1441 și s-a mutat la Rouen, Cecily s-a mutat cu el. Fiul lor, Henry s-a născut în februarie, dar a murit la scurt timp după naștere.
Următorul lor fiu, viitorul rege Eduard al IV-lea s-a născut la Rouen la 28 aprilie 1442 și a fost imediat botezat într-o micuță capelă privată. Mai târziu va fi acuzat că este nelegitim de către vărul său Richard Neville și de propriul frate George, Duce de Clarence; aceasta era o metodă obișnuită de discreditare a inamicilor politici, iar George și Richard erau în dispută la acea vreme cu Eduard. Unii istorici moderni au acordat o atenție deosebită problemei și au folosit data de naștere a lui Eduard ca document justificativ: la momentul concepției și botezului, Richard de York ar fi fost la mai multe zile de marș de Cecily iar botezul copilului a fost simplu și privat spre deosebire de botezul următorului fiu, Edmund, care a fost public și luxos.
Acest lucru este contracarat de alți istorici, care indică faptul că soțul Ceciliei putea lesne, prin convențiile militare ale timpului, să se întoarcă pentru scurt timp la Rouen, unde Cecily locuia la acea vreme, în timp ce botezul în grabă putea arăta temerile legate de supraviețuirea copilului. În orice caz, Richard a recunoscut copilul ca fiind al său.
În jurul anului 1454, când Richard a început să respingă influența lui Edmund Beaufort, primul duce de Somerset (un văr primar al soției sale), Cecily a vorbit cu regina Margareta de Anjou în numele său. Când Henric al VI-lea a suferit o cădere nervoasă mai târziu în acel an, Richard de York a devenit Protector.
După izbucnirea Războiului celor Două Roze, Cecily a rămas în casa lor, Castelul Ludlow, chiar și când Richard a plecat în Irlanda șu Europa Continentală. În același timp ea a lucrat pe ascuns pentru cauza Casei de York. În noiembrie 1459 atunci când în parlament a început să se dezbată soarta Ducelui de York și a susținătorii săi, Cecily a călătorit la Londra pentru a pleda în favoarea soțului ei. Un comentator modern a declarat că ea l-a convins pe rege să promită iertarea dacă ducele ar apărea în parlament în opt zile. Acest lucru a eșuat și teritoriile lui Richard au fost confiscate, dar Cecily a reușit să câștige o subvenție anuală de 600 de lire sterline pentru ea și copiii ei.
După victoria yorkistă în Bătălia de la Northampton, în iulie 1460, Cecily s-a mutat la Londra împreună cu copiii săi și a locuit cu John Paston. Când Ducele de York și moștenitorilor săi sunt recunoscuți oficial ca succesorii regelui Henric al VI-lea, prin "Act of Accord", Cecily a primit o copie a cronicii engleze de la cronicarul John Hardyng.

## Mamă a doi regi

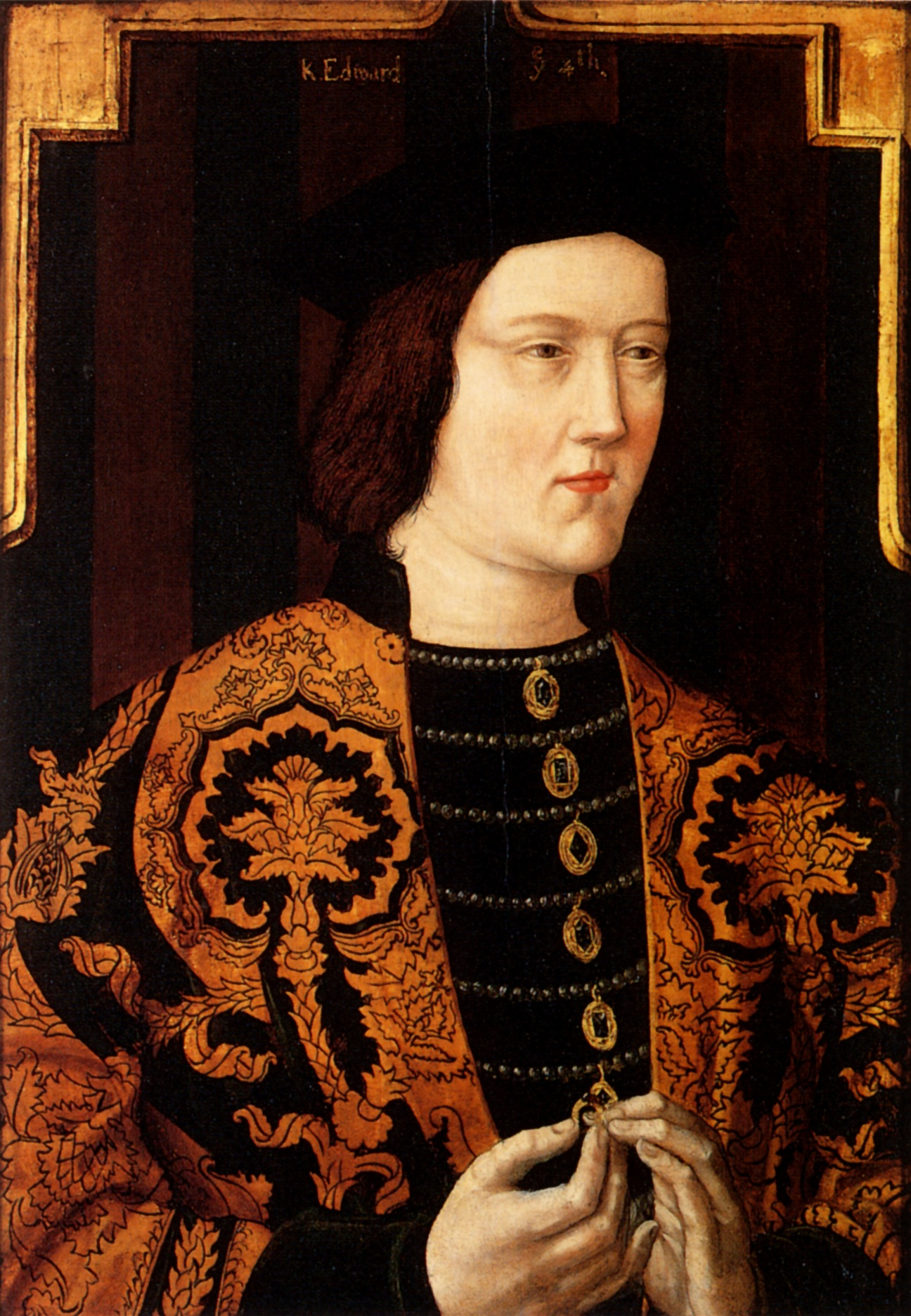
Eduard al IV-lea, fiul cel mare al Cecily Neville

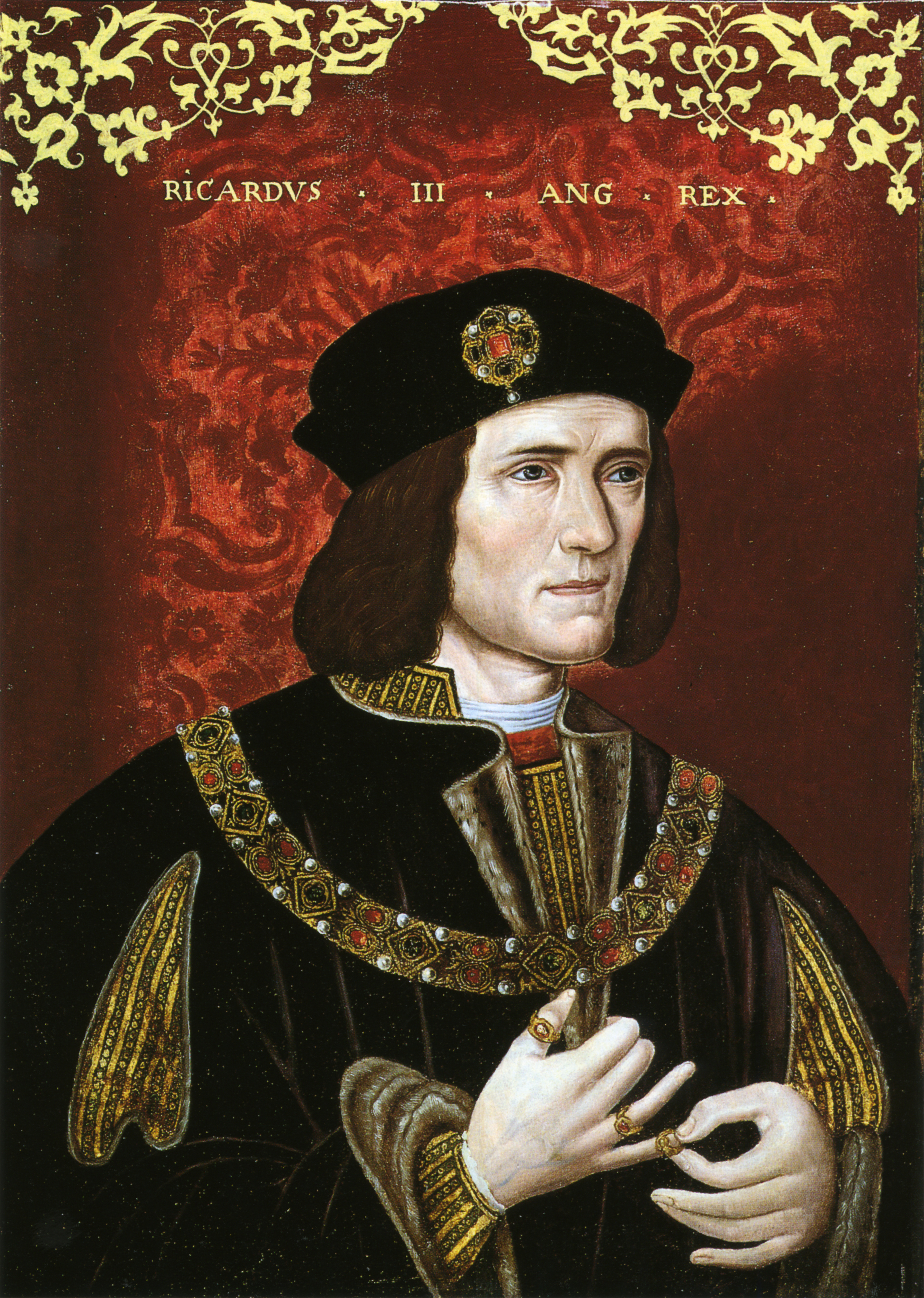
Richard al III-lea, fiul cel mic al Cecily Neville

Fiul ei cel mare Eduard a continuat cu succes lupta împotriva Casei de Lancaster. Când Cecily s-a mutat la Castelul Baynard din Londra, el a devenit cartierul general al yorkiștilor și când Eduard a învins pe lancasteri, ea a devenit regină-mamă.
În timpul începutului domniei lui Eduard, Cecily a apărut alături de el și influența ei s-a menținut. În 1461 ea și-a revizuit blazonul pentru a include blazonul Angliei, sugerând că soțul ei a fost rege de drept. Când Eduard s-a căsătorit cu Elizabeth Woodville, el a construit pentru el și pentru noua regină un castel lăsând-o pe mama lui să rămână în vechiul castel.
În 1469, nepotul ei, contele de Warwick, care era socrul fiilor ei George și Richard, s-a ridicat împotriva lui Eduard al IV-lea. Warwick a început să împrăștie zvonul că regele era un bastard și că adevăratul lui tată nu era Ducele de York ci un arcaș numit Blaybourne. După unele interpretări, aceasta ar fi însemnat că regele de drept era Clarence. Warwick făcuse mai înainte acuzații similare și împotriva reginei Margaret de Anjou. Cecily a vorbit puțin despre această problemă în public, în ciuda faptului că a fost acuzată de adulter. Ea a vizitat Sandwich încercând să împace părțile. Când rebeliunea a eșuat prima dată, ea i-a invitat pe Eduard și George la Londra pentru a-i împăca însă pacea nu a durat mult.
Eduard al IV-lea a fost răsturnat de Warwick și Margaret de Anjou, și pentru aproximativ șase luni (octombrie 1470 - aprilie 1471), Henric al VI-lea a fost restaurat pe tron. Împăcarea dintre Eduard și fratele său, George nu a fost niciodată vindecată cu adevărat, pentru că George a fost executat pentru trădare în Turnul Londrei, la 18 februarie 1478. Eduard al IV-lea a murit subit la 9 aprilie 1483, lăsând doi fii în vârstă de 13 și 10 ani. Fiul mai mic al Cecily Neville, Richard, unchiul lor, a fost numit protectorul lor prin voința regelui Eduard, însă el i-a închis pe micii prinți în Turnul Londrei. Soarta lor ulterioară este o chestiune aflată în dispută. O 'anchetă' a constatat că mariajul lui Eduard al IV-lea și al Elizabeth Woodville a fost invalid: copiii lor au fost astfel proclamați nelegitimi, făcându-l pe Richard moștenitorul legal al coroanei. Prinții din Turn au fost declarați nelegitimi prin Actul Parlamentului din 1483, pentru a permite unchiul lor, Richard să fie încoronat ca Richard al III-lea la 6 iulie 1483.
Domnia lui Richard a fost scurtă, el a fost învins și ucis la 22 august 1485 în Bătălia de la Bosworth de către ultimul Lancaster, Henric Tudor. Astfel în 1485, soțul Cecily și toți cei patru fii ai au murit, deși două dintre fiicele sale, Elizabeth și Margaret, încă trăiau. La 18 ianuarie 1486, nepoata lui Cecily, Elizabeth de York, fiica cea mare a lui Eduard al IV-lea s-a căsătorit cu Henric al VII-lea și a devenit regină a Angliei. Cecily s-a dedicat îndatoririlor religioase și reputația ei de evlavie vine de la această perioadă.